# サボルチの林檎パーリンカ
サボルチの林檎パーリンカ（サボルチのりんごパーリンカ）、サボルチ・アルマパーリンカ（ハンガリー語：Szabolcsi almapálinka）は、鮮明な林檎の味と芳香がする蒸留酒である。出来立ての状態では無色透明、成熟が進むと黄金色となる。

## 概要
サボルチ原産の林檎パーリンカの原料は、サボルチ・サトマール・ベレグ県の地域で育成される林檎である。サボルチの林檎はハンガリーの林檎栽培を世界的に有名にした。サボルチ・サトマール・ベレグ県の農地の約50％でジョナサン、ジョナゴールド（Jonagold）、ゴールデンデリシャス、レッドデリシャス（Red Delicious）、アイダレッド等の品種の林檎栽培が行われている。
ハンガリー共和国の2008年のパーリンカ法（73条）によると、ハンガリーで育てた果実を、特殊な醸造技術を用いてハンガリーで発酵、蒸留・熟成・瓶詰めした蒸留酒だけがパーリンカ（Pálinka）と呼ばれる。濃縮物、ドライフルーツ、乾燥物で作った製品はパーリンカと呼ばれない。
記録によると、サボルチの林檎栽培は18世紀から行われている。この地域では有力なワイン産業がないため、林檎パーリンカが最も重要な酒となる。パーリンカ法に従い、サボルチ・アルマパーリンカも規定された地域の醸造所で作り、瓶詰めしなければならない。規定された最低限のアルコール度数は40度。
パーリンカは、カルパチア盆地に伝わる伝統的なフルーツブランデー（Fruit brandy）である。

## 伝統
林檎パーリンカは、農場労働者が飲む典型的な酒であった。一般的に長時間労働の前、及び祝日に飲んでいた。民間療法では鎮痛剤、殺菌剤、治療飲料の原料として使用されていた。祝日に、あるいは仕事のお礼として出すために伝統的なハンガリーの家庭ではパーリンカがいつも置かれていた。

## パーリンカづくりに利用できる林檎の品種
ジョナサンが最も多い。ジョナサンは11月から1月まで成熟する高級な冬品種である。良好な条件で次の収穫まで貯蔵出来る。
ジョナゴールド（Jonagold、津軽の姉妹品種）はゴールデンデリシャスとジョナサンを交配して育成した品種である。果実は大きくて球形であり、黄緑の果皮の表面を蝋が覆い、完熟した状態で黄色をしている。
アメリカ合衆国のウェストバージニア州から持ち込まれたゴールデンデリシャスとレッドデリシャスはハンガリーで1930年から栽培されている。ゴールデンデリシャスは比較的大きく、黄色をしている。果皮は薄く、果肉は酸味のバランスが良くて味が良い。
アイダレッドは1942年にアメリカ合衆国でジョナサンにワゲナー（Wagener）を交配して育成した品種である。赤く色づく果実は比較的大きく歪な球形であり、果汁が多い。